# 岸田袈裟
岸田 袈裟（きしだ けさ、1943年4月5日 - 2010年2月23日、旧姓・菊池）は、日本の食物栄養研究家、ボランティア活動家。岩手県上郷村（現遠野市）出身。

## 略歴
- 上郷小学校、上郷中学校、岩手県立遠野高等学校卒業[4]。
- 1966年 相模女子大学学芸学部食物学科卒業[4][5][6]。
- 相模女子大学時代の恩師川島四郎の助手として食料産業研究所に職を得る。以降、30カ国以上で行われた調査に同行[4]。
- 岩手医科大学医学部生化学専攻課程修了[7]。
- 相模女子大学客員教授。
- 1972年 同年にグアム島から帰国した残留日本兵、横井庄一が生活していた穴居跡の現地調査を行う[2]。
- 1973年 川島に同行し初めてケニアを訪問。現地に通じていた実業家の岸田信高の協力を得て3人で調査を行う。年に一度のケニア調査は10年に渡った[8]。
- 1975年 岸田信高と結婚しケニア在住の主婦となる[4][8]。
- 1977年 ジョモケニヤッタ大学（英語版）・東京外語大学、岩手医科大学の共同研究員。アフリカの食物栄養学、言語、文化などを調査研究[9][10]。
- 1979年 ケニアの孤児院で岸田夫妻が個人的な援助活動を始める[11]。
- 1991年 国際協力機構 (JICA) の「人口教育促進プロジェクト」にボランティアとして参加[4]。
- 1993年 同プロジェクトの短期専門家。以降、2003年までJICAの各種プロジェクトに専門家として参加[4]。
- 2004年 少年ケニヤの友の副理事長に就任[4]。
- 2009年5月 参加者に不調を告げずに遠野市で開催された少年ケニヤの友の総会で最期の講演を行い[12]翌日に岩手医科大学に入院[4]。
- 2010年2月23日、がんのため死去。享年66歳。

## 業績

### 改良日本式かまど「エンザロ・ジコ」
岸田は1991年にJICAのボランティアとして人口抑制教育のためにケニヤ西部、ヴィクトリア湖畔のエンザロ(Enzaro)村に赴く。1年半の調査の結果、人口抑制教育を村に浸透させるためには乳児死亡率の減少が先だと考えた岸田は1993年、自らが遠野市で生活していた頃の経験をもとに、エンザロ村の主婦たちに現地の材料で日本式の竈（かまど）を作って調理することを教えた。この竈は、現地で従来行われていた裸火での調理に比べて熱効率に優れることや、鍋をかける口を3つ備えているため複数の調理を同時に行えるほか、薪も従来の4分の1で済むなどの利点もある。これにより、水の煮沸消毒が従来よりも容易になり、いつでも衛生的な湯冷ましを飲めるようになった結果、現地の衛生状態が劇的に向上し、同時期に行われていた井戸掘り活動などの成果もあって、5歳未満の幼児の死亡率が7人に1人から135人（かまど導入後5年間にエンザロ村で出生した子どもの全数）に1人まで減少した。また、かまど導入前5年間の出生数は283人だったことから、当初の目的である人口抑制についても、一定の成果を収めたといえる。日本式の竈は従来のアフリカの竈と異なり、無理な姿勢でかがまなくても立ったままで調理ができることから、主婦達の腰痛が減って健康的になるという利点ももたらしている。

### 草履「パティパティ」
ケニアにおけるエイズ流行問題にも深い関心を寄せていた岸田は、エンザロ村で裸足で生活する人が多かったため、生活改善活動の一環として現地の材料で作った日本のわら草履も普及させた。当初は助産師の足をHIV陽性の産婦の血液から守るために導入を進めていたが、現地の一少年が製法に興味を示したため、学校教育に取り入れることになり、裸足の危険性を考えさせる衛生教材や便所用の履物としても活用されている。
岸田は以前から草履作りを知っていたわけではない。裸足では足の裏に傷ができてしまうため傷口から病気が感染する事を心配した岸田は、お金をかけずに現地の人でも作れる履物として遠野の草履を思いつき、1996年にアフリカから一時帰国した際に土淵町の伝承園に向かい、そこにいるお年寄りたちに草履作りを学んで帰りたいと作り方を教わった。短期間で覚えたという。なおケニアでは藁の代わりにバナナの木や皮、トウモロコシの皮、パピルスの茎を使う。

### 菜園救急箱
村の人たちが伝統的に使用している植物を集めて分析し、薬効が確かめられた20種類程度を子供たちに育ててもらい、大きくなったら各家庭に持ち帰らせて救急箱に入れて おく。これにより病人が発生してから森に探しに行かなくて済む。また、乾燥させた薬草・薬木は利用するだけでなく販売する事で収入創出を図った。

### NPO設立
1985年に特定非営利活動法人（NPO）の少年ケニヤの友を設立、2003年から死亡時まで副理事長を務めた。

## 受賞歴
- 1996年 - 国際ソロプチミスト　女性が女性を助ける賞
- 2000年 - 盛岡ベンジャークラブ　マエカーベルクラブ賞
- 2002年 - 国際ソロプチミスト　千嘉代子国際賞[19]
- 2005年 - 日本財団　社会貢献賞[20]
- 2006年 - 遠野市市民特別賞
- 2006年 - 第14回読売新聞　国際協力賞
- 2007年 - 遠野市民栄誉賞[21][22]

## 著書
- 『菜食入門』（1971年、池田書店）
- 『おはよう自然食』(共著)（1994年、蒼海出版）
- 『アリンゴと日本のママ―アフリカでよみがえった日本のぞうり』小山規(まんが)、黒田弘行(イラスト)、岸田袈裟(編集協力) 国際協力推進協会 2000年 ISBN 978-4878012549 (政府のODAを紹介する外務省補助事業によるフィクション作品で遠野市生まれの架空の女性がJICAの専門家として活躍するストーリーだが、p.122-123 にはエンザロ村の人たちが見ながら作ったというパティパティ作りのテキストも掲載されている)

## 参考書籍
- 『エンザロ村のかまど』（さくまゆみこ著、沢田としきイラスト、2009年、福音館書店、ISBN 978-4834024494）